# تامتا مگارگاردزلی
تامتا مگارگاردزلی (ارمنی: Թամթա Զաքարյան؛ انگلیسی: Tamta Mqargrdzeli؛ ح. ۱۱۹۵ – ۱۲۵۴) سیاستمدار ارمنی‌تبار مسیحی خلقیدونی اهل گرجستان بود. وی تنها در چند منبع مکتوب از تاریخ‌نگاران معاصر همچون گیراگوس گاندزاکتسی و وارطان آرولتسی اشاره شده‌‎است.

## زندگی‌نامه
وی در ح. ۱۱۹۵ به‌دنیا آمد. وی دختر ایوانس یکم بود. برادر وی آواگ مگارگاردزلی (متوفی ۱۲۵۰ م.) اتابک و امیرسپهسالار پادشاهی متحد گرجستان در سده ۱۳ام میلادی بود. وی در ۱۲۵۴ در سن سالگی در اخلاط درگذشت.